# Célesteville
Célesteville est une ville fictive, capitale du royaume de Babar dans la série de littérature d'enfance et de jeunesse Babar de Jean de Brunhoff.

## Présentation

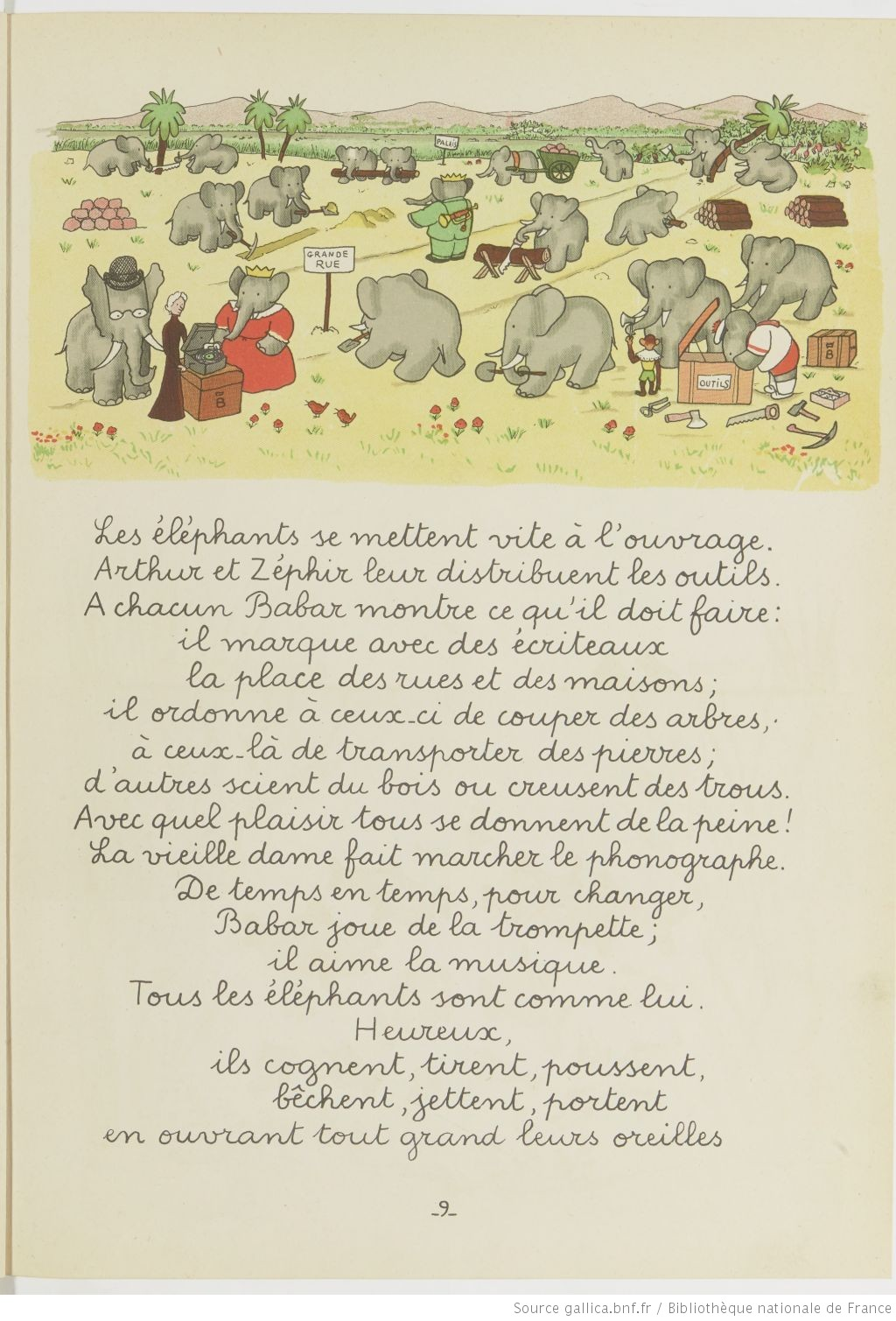
Page de l'album Le Roi Babar consacrée aux travaux de construction de Célesteville.

Célesteville est la capitale du royaume de Babar.
La création de la ville est décrite dans l'album Le Roi Babar de Jean de Brunhoff, publié en 1933. Elle est parfois située par les commentateurs dans la jungle sud-africaine. 
Charmé par l'emplacement, le roi Babar décide de fonder au pays des éléphants une capitale nommée en l'honneur de son épouse, la reine Céleste. Célesteville est constituée de jardins tracés autour d'un palais royal et d'un palais des fêtes, théâtre construit pour le divertissement de la population. À l'inauguration de la cité, chaque sujet de Babar reçoit un cadeau et des festivités sont organisées, qui comprennent un bal costumé et une soirée de gala à l'opéra.
L'école de Célesteville, qui est dirigée par la Vieille Dame, accueille aussi bien les plus jeunes que les plus vieux éléphants.
Célesteville est construite sur les rives « d'un lac bleu où les oiseaux viennent se baigner et chanter au milieu de luxuriantes plantes tropicales qui embaument l'air ». La cité est également une utopie, érigée en trois mois, qui sert de lieu de « refuge à la population des pachydermes traquée par les chasseurs d'ivoire ». 
Son inspiration architecturale est celle d'une ville occidentale des années 1930 et reflète selon le critique d'art Laurent Grison « les idées hygiénistes et l'urbanisme fonctionnaliste en vogue dans l'entre-deux-guerre ». Notamment, la ville est « parfaitement géométrique pour faciliter la circulation des automobiles, chaque maison (des sortes de cases améliorées) accueille un sujet de sa majesté Babar et la mare, à proximité de la capitale, assure aux éléphants, singes, girafes, crocodiles et autres lions, un lieu de villégiature où l'on s'adonne à la nage, la voile ou l'aviron ».